# Indische kapokboom
De Indische kapokboom (Bombax ceiba) is een plant uit de kaasjeskruidfamilie (Malvaceae).
Het is een tot 40 m hoge boom met dikke takken die in tuinen vaak struikvormig wordt gehouden. Grote exemplaren hebben vaak een gezwollen stam en dikke plankwortels. De stam is bezet met dikke stekels. De bladeren vallen in droge tijden uit. Ze zijn langgesteeld, handvormig gedeeld met vijf tot zeven deelblaadjes. Het middelste deelblaadje is het grootst en tot 30 cm lang.
De helderrode bloemen verschijnen vaak al voordat het blad uitloopt. Ze zijn alleenstaand of staan met enkele bijeen. Ze zijn 7-15 cm groot en hebben een bekervormige kelk, vijf kroonbladeren en vele meeldraden. De vruchten zijn langwerpige doosvruchten die vijfkleppig opensplijten. Daarbij komt een witte, katoenachtige massa (kapok) tevoorschijn waarin tot 8 mm grote zaden ingebed liggen. 
De Indische kapokboom levert bijna de helft van alle kapok in de wereld. De kapokboom (Ceiba pentandra) heeft een betere kwaliteit, maar een lagere opbrengst. Het zaadpluis wordt wel gebruikt als vulling voor kussens, maar tegenwoordig is vulmateriaal steeds vaker synthetisch. 
Het hout van de plant wordt ook gebruikt. De meeldraden worden in Thaise gerechten verwerkt om deze rood te kleuren. De wortels werken urineafdrijvend en de hars is bloedstelpend.
De Indische kapokboom komt van nature voor in het zuiden van India en op Sri Lanka. De soort wordt wereldwijd in tropische gebieden gekweekt.

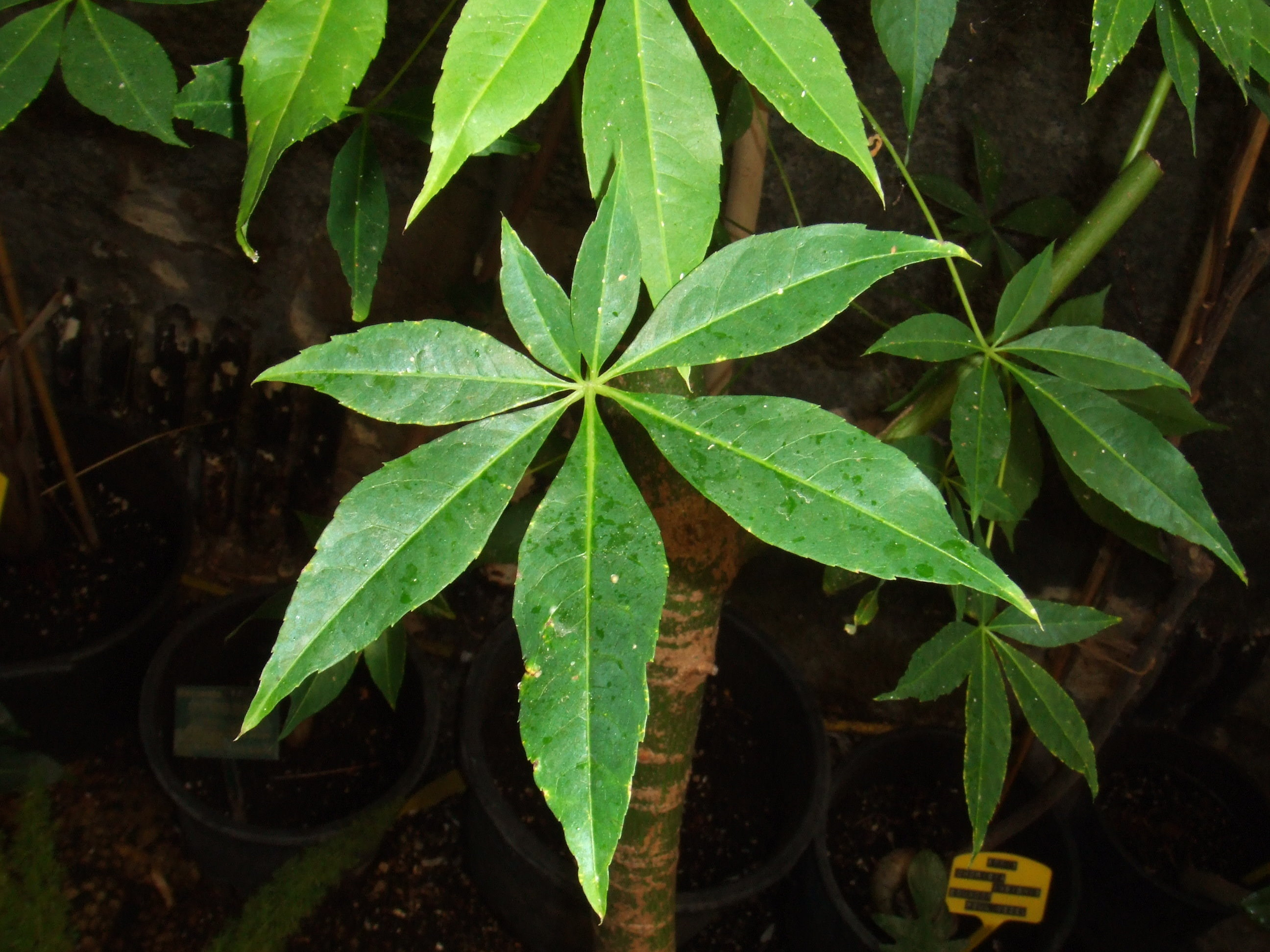
Blad